# Gauliga Württemberg 1937/38
De Gauliga Württemberg 1937/38 was het vijfde voetbalkampioenschap van de Gauliga Württemberg. VfB Stuttgart werd kampioen en plaatste zich voor de eindronde om de Duitse landstitel, waar de club in de groepsfase uitgeschakeld werd.

## Eindstand
| Plaats | Club                   | Wed. | W  | G | V  | Saldo | Ptn.  |
| ------ | ---------------------- | ---- | -- | - | -- | ----- | ----- |
| 1.     | VfB Stuttgart          | 18   | 14 | 3 | 1  | 58:14 | 31:50 |
| 2.     | Stuttgarter Kickers    | 18   | 13 | 2 | 3  | 64:12 | 28:80 |
| 3.     | FV Union 08 Böckingen  | 18   | 10 | 1 | 7  | 35:25 | 21:15 |
| 4.     | Stuttgarter SC         | 18   | 8  | 5 | 5  | 29:26 | 21:15 |
| 5.     | Sportfreunde Stuttgart | 18   | 7  | 4 | 7  | 28:35 | 18:18 |
| 6.     | 1. SSV Ulm             | 18   | 7  | 3 | 8  | 23:22 | 17:19 |
| 7.     | FV Zuffenhausen        | 18   | 3  | 8 | 7  | 23:38 | 14:22 |
| 8.     | FV Ulm 1894            | 18   | 5  | 2 | 11 | 18:35 | 12:24 |
| 9.     | Sportfreunde Esslingen | 18   | 4  | 3 | 11 | 16:42 | 11:25 |
| 10.    | VfR Schwenningen       | 18   | 3  | 1 | 14 | 22:58 | 07:29 |

|  | Kampioen, geplaatst voor nationale eindronde |
|  | Degradatie naar Bezirksliga                  |

## Promotie-eindronde

### Groep I
| Plaats | Club                | Wed. | Saldo | Ptn. |
| ------ | ------------------- | ---- | ----- | ---- |
| 1.     | SpVgg Cannstadt     | 4    | 14:5  | 7:1  |
| 2.     | SpVgg Schramberg 08 | 4    | 8:9   | 3:5  |
| 3.     | SV 03 Tübingen      | 4    | 5:13  | 2:6  |

|  | Promotie naar Gauliga Württemberg 1938/39 |

### Groep II
| Plaats | Club                 | Wed. | Saldo | Ptn. |
| ------ | -------------------- | ---- | ----- | ---- |
| 1.     | SpVgg 1898 Feuerbach | 4    | 8:5   | 6:2  |
| 2.     | Kickers Vöhringen    | 4    | 6:6   | 4:4  |
| 3.     | SV Göppingen         | 4    | 7:10  | 2:6  |